# Богданович, Григорий Григорьевич
Григо́рий Григо́рьевич Богдано́вич (род. 16 ноября 1949, Инта) — советский и российский шахматист, шахматный тренер и теоретик, мастер спорта СССР (1983), международный мастер.
Живет в Москве.
В шахматных базах отражены выступления в соревнованиях в 1990—2000-х гг.
Наивысшего спортивного успеха добился в заочных шахматах. В составе сборной Москвы стал победителем 8-го командного чемпионата СССР по переписке (1984—1987 гг.; 10½ из 16 на 4-й доске).
Является автором нескольких книг об истории шахмат, теории шахматных дебютов и методике преподавания шахмат.

## Книги
- Сицилианская защита. Вариант Рубинштейна 1. е4 с5 2. Кf3 Кf6. — М.: Russian chess house, 2007. — 320 с. — (Шахматный университет; 18) — ISBN 5-94693-053-2.
- Система Цукерторта: дебют ферзевых пешек. — М: [б. и.], 2011. — 312 с. — ISBN 978-5-9902352-1-2.
- Система Смыслова: староиндийская защита. — М.: Андрей Ельков, 2013. — 326 с. — ISBN 978-5-906254-02-3.
- Шимон Винавер. Гениальный самоучка и его шахматы. — М.: Андрей Ельков, 2017. — 327 с. — ISBN 978-5-906254-39-9 (в соавт. с Т. Лиссовским).
- Программа подготовки шахматистов-разрядников. 1 разряд — КМС. — М.: Russian Chess House, 2004. — 276 с. — ISBN 5-94693-026-5 — (Шахматный университет; 6) (составитель).

## Изменения рейтинга
| Графики недоступны из-за технических проблем. См. информацию на Фабрикаторе и на mediawiki.org. |